# 화원 우배선 의병진 관련자료-군공책
화원 우배선 의병진 관련자료-군공책(花園 禹拜善 義兵陳 關聯資料-軍功冊)은 조선 중기의 의병장·문신인 월곡 우배선(1569∼1620) 장군의 임진왜란 때 의병활동과 그와 관련된 자료들이다. 2002년 1월 2일 대한민국의 보물 제1334호로 지정되었다.

## 개요
<화원 우배선 의병진 군공책(花園禹拜善義兵陣軍功冊)>은〈의병군공책(義兵軍功冊)〉을 비롯하여 첩 (帖), 소지(所志), 전령(傳令) 등 12종 20건의 문서가 수록(收錄)되었는데 임란사(壬亂史) 연구(硏究)의 귀중한 자료이며, 그 중에 특히〈의병군공책〉은 우배선(禹拜善)이 거느리던 의병부대(義兵部隊)의 편성과 구성원 88명의 직책, 전투시기, 전투장소, 전투형태 및 전공이 비교적 상술(詳述)되어 있는 유일한 자료로 평가받는 것이며, 그 외 우배선의 사령교지(辭令敎旨, 牒) 10점, 그의 아버지와 어머니의 추증교지(追贈敎旨) 각1점, 정인홍(鄭仁弘)의 간찰(簡札), 당시 고관요직(高官要職)의 서울 주소록(住所錄)인 각택기(各宅記) 등도 우배선의 이력은 물론, 당시 고관의 거주, 관직을 살피는 중요한 자료이다.
우배선(禹拜善, 1569〜1620)은 성주(星州) 화원현(花園縣) 월촌리(月村里)에서 출생, 조선 중기의 의병장·문신으로 1592년 왜구(倭寇)의 침입 소식을 듣고 의병을 일으켜 쌍산역(쌍山驛), 달성(達城) 등지에서 전공(戰功)을 세웠다. 임란 당시 24세란 젊은 서생으로 한미한 가세에서 창의, 1백 명 안팎의 소규모 의병진을 갖추고 성주와 대구, 현풍과 칠곡 사이의 화원현에서 낙동강과 금호강, 비슬산(琵瑟山)과 최정산(最頂山)을 무대로 왜적을 기습, 야작(夜斫), 추격(追擊) 등 참급(斬級) 63명, 사살(射殺) 604명, 작살(斫殺) 110 명에 이르는 혁혁한 공적이 기록되어 있다. 따라서 그의 의병활동과 그 의병진이 성취한 군공(軍功)을 미루어 보아 임진때 대구·성주 지방을 대표한 제일의 의병장으로 평가할 수 있을 것이다.

## 같이 보기
- 우배선

## 참고 자료
- 화원 우배선 의병진 관련자료-군공책 - 국가유산청 국가유산포털